# Edwin Salpeter
Edwin Ernest Salpeter (ur. 3 grudnia 1924 w Wiedniu, zm. 25 listopada 2008 w Ithace) – australijski i amerykański astronom pochodzenia austriackiego.

## Życiorys
Urodził się w Austrii, jednak opuścił ją jako nastolatek, emigrując do Australii. Studiował na Uniwersytecie w Sydney, uzyskując tam stopnie B.Sc. i M.Sc. Edukację kontynuował w Anglii, doktorat uzyskał w 1948 roku na University of Birmingham pod opieką Rudolfa Peierlsa. Wyjechał do Stanów Zjednoczonych, gdzie całą karierę naukową związał z Cornell University.
Współpracował z Hansem Bethe, w 1951 roku opublikowali wspólnie dwa artykuły dotyczące kwantowej teorii pola. Sformułowane tam równanie nazwano ich imieniem.
W 1964 roku, niezależnie od Jakowa Zeldowicza, Salpeter zasugerował możliwość wykrywania czarnych dziur na podstawie pomiaru promieniowania emitowanego przez pochłaniany przez nie gaz.
W 1950 roku ożenił się z Miriam (Miką) Mark (1929-2000), neurobiolog pochodzenia łotewskiego

## Wyróżnienia i nagrody
- Złoty Medal Królewskiego Towarzystwa Astronomicznego (1973)
- Henry Norris Russell Lectureship (1974)
- Medal Karla Schwarzschilda (1985)
- Bruce Medal (1987)
- Nagroda Crafoorda (1997)